# 벳쇼 시게무네
벳쇼 시게무네(일본어: 別所重宗, 교로쿠 2년(1529년) ~ 덴쇼 19년 음력 6월 6일(1591년 7월 26일)는 센고쿠 시대·아즈치 모모야마 시대의 무장, 다이묘이다. "重棟" 読み同じ[*]라고도 한다. 벳쇼 나리하루의 삼남.

## 생애
겐키 원년(1570년), 조카(큰형·벳쇼 야스하루의 아들)인 벳쇼 나가하루가 가독을 잇자 둘째형·요시하루와 함께, 그 보좌역이 되었다.
에이로쿠 11년(1568년), 오다 노부나가의 부축을 받고 상경한 아시카가 요시아키 밑으로 벳쇼 일문을 이끌고 달려가는 등 노부나가와의 협조노선을 채택하고 있을 무렵의 벳쇼 가문에서는 그 외교를 담당하고 있었다. 그러나 그동안 노부나가와 하시바 히데요시를 달가워하지 않았던 요시하루와는 사이가 나빴다. 벳쇼씨 수령인 나가하루가 노부나가에게 반역하자(미키 전투), 이에 반대해 오다 진영(織田陣営)이 되었다. 식량공세에 시달린 미키성(三木城)이 못 견뎌 개성했을 때 나가하루에게 최종적으로 개성 교섭을 벌였던 것은 시게무네이었다.
덴쇼 13년(1585년), 히데요시에 의해서 다지마 야기성 1만 5천 석을 수여받았다. 그 후에는 히데요시의 가신으로서 규슈 평정(九州平定)과 오다와라 정벌(小田原征伐)에 종군했다. 사카이(堺)에서 은거했다고 전해진다.
후쿠시마 마사노리의 누나를 맞아 장자(長子)인 마사유키(正之)는 마사노리의 양사자(養死子)가 되었다.
차자(次子) 무네하루(宗治, 몬도(主水))는 하타모토(旗本)로서 도쿠가와 가문을 섬겨 오사카의 진(大坂の陣)인 덴노지·오카야마 전투(天王寺・岡山の戦い)에서 전사(戰死)했다. 뒤를 요시하루가 이었다.
| 전임 벳쇼 나가하루 | 벳쇼 가문 당주 1580년 ~ 1591년 | 후임 벳쇼 요시하루 |

|  | 제1대 야기번 번주 (벳쇼 가문) 1585년 ~ 1591년 | 후임 벳쇼 요시하루 |

1. ↑  예전에, 호주(戶主) 상속인인 양자(養子)를 이르던 말.